# 542 (tal)
542 är det naturliga heltal som följer 541 och följs av 543.

## Matematiska egenskaper
- 542 är ett jämnt tal.
- 542 är ett sammansatt tal.
- 542 är ett semiprimtal.[1]
- 542 är ett Defekt tal.

## Inom vetenskapen
- 542 Susanna, en asteroid.